# Лукау (Вендланд)
Лукау (њем. Luckau) општина је у њемачкој савезној држави Доња Саксонија. Једно је од 27 општинских средишта округа Лихов-Даненберг. Према процјени из 2010. у општини је живјело 640 становника. Посједује регионалну шифру (AGS) 3354016.

## Географски и демографски подаци
Лукау се налази у савезној држави Доња Саксонија у округу Лихов-Даненберг. Општина се налази на надморској висини од 22 метра. Површина општине износи 22,2 km². У самом мјесту је, према процјени из 2010. године, живјело 640 становника. Просјечна густина становништва износи 29 становника/km².